# Бывает и хуже (сезон 5)
Пятый сезон американского ситкома «Бывает и хуже», премьера которого состоялась на канале ABC 25 сентября 2013 года, а заключительная серия вышла 21 мая 2014 года, состоит из 24 эпизодов.

## В ролях
| - Патриция Хитон — Фрэнсис «Фрэнки» Хэк - Нил Флинн — Майкл «Майк» Хэк мл. - Чарли Макдермотт — Аксель Хэк - Иден Шер — Сью Хэк - Аттикус Шаффер — Брик (Блок) Хэк |

## Эпизоды
| № общий | № в сезоне | Название                                                          | Режиссёр           | Автор сценария               | Дата премьеры    | Произв. код | Зрители в США (млн) |
| --- | ---------- | ----------------------------------------------------------------- | ------------------ | ---------------------------- | ---------------- | ----------- | ------------------- |
| 97 | 1          | «The Drop Off» «Провожание в колледж»                             | Ли Шаллат-Чемел    | Диэнн Хелайн и Эйлин Хейслер | 25 сентября 2013 | 4X5501      | 8,94                |
| Первый день Акселя в колледже никак не может начаться из-за несобранности Хэков. |            |                                                                   |                    |                              |                  |             |                     |
| 98 | 2          | «Change in the Air» «Изменения в воздухе»                         | Блейк Т. Эванс     | Джана Хантер и Митч Хантер   | 2 октября 2013   | 4X5502      | 8,03                |
| Аксель обосновался в колледже и совсем не звонит Фрэнки, что ужасно её расстраивает. Сью замечает, что без Акселя ей живётся гораздо спокойнее и задумывается о возобновлении отношений с Дэрреном. Блок боится ходить в туалет в средней школе.                                                        |            |                                                                   |                    |                              |                  |             |                     |
| 99 | 3          | «The Potato» «Картофель»                                          | Ли Шаллат-Чемел    | Тим Хоберт                   | 9 октября 2013   | 4X5503      | 8,25                |
| Аксель не может ужиться с соседом по комнате, Сью находит работу, а Фрэнки и Майку сообщают, что Блок не посещает занятия в школе. |            |                                                                   |                    |                              |                  |             |                     |
| 100 | 4          | «The 100th» «Столетие»                                            | Блейк Т. Эванс     | Дэвид С. Розенталь           | 23 октября 2013  | 4X5504      | 8,31                |
| Фрэнки и Майк подписались управлять платформой на праздновании 100-летия города. Блок пытается выиграть в конкурсе девизов. Сью хочет вернуть Деррена. |            |                                                                   |                    |                              |                  |             |                     |
| 101 | 5          | «Halloween IV: The Ghost Story» «Хэллоуин 4: История о призраках» | Ли Шаллат-Чемел    | Рой Браун                    | 30 октября 2013  | 4X5505      | 8,03                |
| В колледже из-за старшекурсников Акселю не удаётся быть таким же крутым как в школе. Блоку нравится девочка и он приглашает её на танцы. Сью проводит спиритический сеанс. |            |                                                                   |                    |                              |                  |             |                     |
| 102 | 6          | «The Jump» «Прыжок»                                               | Эллиот Хигарти     | Робин Шорр                   | 13 ноября 2013   | 4X5508      | 8,93                |
| У Акселя серьезные проблемы с учёбой. Фрэнки расстроена тем, что семья постоянно насмехается над ней. Сью попадает в школьную команду по волейболу. |            |                                                                   |                    |                              |                  |             |                     |
| 103 | 7          | «Thanksgiving V» «День Благодарения 5»                            | Ли Шаллат-Чемел    | Дэвид С. Розенталь           | 20 ноября 2013   | 4X5507      | 8,53                |
| Спокойный День Благодарения с семьёй оборачивается традиционной суматохой в доме Хэков, полном посторонних людей. |            |                                                                   |                    |                              |                  |             |                     |
| 104 | 8          | «The Kiss» «Поцелуй»                                              | Эллиот Хигарти     | Джана Хантер и Митч Хантер   | 4 декабря 2013   | 4X5506      | 7,41                |
| Фрэнки рассчитывает провести с Майком романтичный уик-энд в доме своей сестры, пока та в отъезде. Сью и Блок остаются одни, и их дом захватывают Глосснеры. Аксель, Шон и Деррен едут к бывшей девушке Акселя в другой штат.                                                                            |            |                                                                   |                    |                              |                  |             |                     |
| 105 | 9          | «The Christmas Tree» «Рождественская ёлка»                        | Ли Шаллат-Чемел    | Тим Хоберт                   | 11 декабря 2013  | 4X5509      | 8,08                |
| В разгар Рождества Сью узнаёт о своей аллергии на хвою. Аксель приезжает домой на праздник, но не хочет проводить время с семьёй. |            |                                                                   |                    |                              |                  |             |                     |
| 106 | 10         | «Sleepless in Orson» «Неспящие в Орсоне»                          | Блейк Т. Эванс     | Рой Браун                    | 8 января 2014    | 4X5510      | 8,82                |
| Сью, кажется, совсем не страдает из-за навязчивого внимания старшего из детей Глосснеров, а вот Блока волнует одновременно столько вещей, что он не может оставить родителей в покое. Аксель возвращается к работе вместе с Дерреном и Шоном.                                                           |            |                                                                   |                    |                              |                  |             |                     |
| 107 | 11         | «War of the Hecks» «Война Хэков»                                  | Ли Шаллат-Чемел    | Робин Шорр                   | 15 января 2014   | 4X5511      | 7,51                |
| Майк пытается поладить с собакой, которую Фрэнки привела домой. Вражда между Сью и Акселем выходит на новый уровень, когда Сью узнаёт, что голову от её костюма Громовой Куропатки на самом деле украл Аксель. Босс Фрэнки чувствует себя одиноко и она вынуждена проводить с ним своё свободное время. |            |                                                                   |                    |                              |                  |             |                     |
| 108 | 12         | «The Carpool» «Совместное использование автомобиля»               | Джули Энн Робинсон | Джана Хантер и Митч Хантер   | 22 января 2014   | 4X5512      | 8,04                |
| Родители в классе Блока теперь сами возят детей в школу, и от неорганизованности Хэков страдают дети соседей. Сью хочет проводить больше времени с отцом, а тот её не замечает, ведь она девочка. Аксель занимается астрономией чтобы понравиться девушке не из своего класса.                          |            |                                                                   |                    |                              |                  |             |                     |
| 109 | 13         | «Hungry Games» «Голодные игры»                                    | Ли Шаллат-Чемел    | Дэвид С. Розенталь           | 5 февраля 2014   | 4X5513      | 8,56                |
| Конфликт между детьми в церкви внезапно обнажает все проблемы в семье Хэков, а справляться с этим приходится новому пастору. |            |                                                                   |                    |                              |                  |             |                     |
| 110 | 14         | «The Award» «Награда»                                             | Фил Трейлл         | Кэти Баллард                 | 26 февраля 2014  | 4X5514      | 6,98                |
| Майку вручают награду за 20 лет работы в карьере. Сью волнует, что её не замечают в старшей школе, хотя она учится в ней уже второй год. Аксель ищет девушку, оставившую ему голосовое сообщение. |            |                                                                   |                    |                              |                  |             |                     |
| 111 | 15         | «Vacation Days» «Дни отпуска»                                     | Фил Трейлл         | Тим Хоберт                   | 5 марта 2014     | 4X5515      | 7,32                |
| Майк вынужден взять оплачиваемый отпуск и теперь не знает, куда деться от Блока. Аксель приезжает домой на выходные, но проводит всё время в доме Донахью. Сью читает в интернете плохие отзывы на место, в котором она работает.                                                                       |            |                                                                   |                    |                              |                  |             |                     |
| 112 | 16         | «Stormy Moon» «Луна, предвещающая бурю»                           | Джон Путч          | Робин Шорр                   | 12 марта 2014    | 4X5516      | 7,48                |
| Из-за просроченной библиотечной книги Фрэнки грозит тюрьма. Сью ревнует преподобного Тим Тома к его девушке. Аксель снова проводит время с Кэссиди, но не понимает, чего она ждёт от их отношений. |            |                                                                   |                    |                              |                  |             |                     |
| 113 | 17         | «The Walk» «Прогулка»                                             | Ли Шаллат-Чемел    | Дэвид С. Розенталь           | 26 марта 2014    | 4X5517      | 7,28                |
| Во время прогулки Майк и Фрэнки замечают, что им не о чем разговаривать друг с другом. Сью приглашают на бал сразу 4 парня. Аксель помогает Блоку сделать школьный проект. |            |                                                                   |                    |                              |                  |             |                     |
| 114 | 18         | «The Smell» «Запах»                                               | Фил Трейлл         | Рой Браун                    | 2 апреля 2014    | 4X5518      | 7,20                |
| Майк не по своей воле становится тренером женской футбольной команды. Аксель пытается понять, что означает картина, которую ему подарила Кэссиди. От Блока неприятно пахнет и Фрэнки пытается решить эту проблему.                                                                                      |            |                                                                   |                    |                              |                  |             |                     |
| 115 | 19         | «The Wind Chimes» «Китайские колокольчики»                        | Ли Шаллат-Чемел    | Джана Хантер и Митч Хантер   | 23 апреля 2014   | 4X5519      | 7,19                |
| Фрэнки снова воюет с Ритой Глосснер. Аксель и Хатч находят диван для их будущей квартиры. Блок придумывает новый рецепт крендельков. |            |                                                                   |                    |                              |                  |             |                     |
| 116 | 20         | «The Optimist» «Оптимист»                                         | Ли Шаллат-Чемел    | Тим Хоберт                   | 30 апреля 2014   | 4X5520      | 7,39                |
| Майк попадает в неловкую ситуацию со школьной подругой Блока. Сью сходит с ума, рассылая заявки на стипендию для колледжа во все возможные организации.Акселю нужно срочно набрать массу для того, чтобы пройти отбор в команду.                                                                        |            |                                                                   |                    |                              |                  |             |                     |
| 117 | 21         | «Office Hours» «Рабочее время»                                    | Ли Шаллат-Чемел    | Бен Адамс                    | 7 мая 2014       | 4X5521      | 6,65                |
| Фрэнки устаёт от бесконечных просьб детей и назначает определенное время дня как "часы приёма". Майк боится оставлять Сью и Деррена наедине. |            |                                                                   |                    |                              |                  |             |                     |
| 118 | 22         | «Heck on a Hard Body» «Привлекательная внешность»                 | Блейк Т. Эванс     | Джана Хантер и Митч Хантер   | 14 мая 2014      | 4X5522      | 7,14                |
| Для того, чтобы выиграть машину, Сью предстоит провести весь день стоя на одном месте. Расти, брат Майка, поселяется в доме Хэков. Аксель не может выселиться из общежития из-за пропавшего стола. |            |                                                                   |                    |                              |                  |             |                     |
| 119 | 23         | «Orlando» «Орландо»                                               | Эйлин Хейслер      | Дэвид С. Розенталь           | 21 мая 2014      | 4X5523      | 7,85                |
| Хэки едут в Диснейленд, но по дороге должны заехать к девочке, с которой Блок познакомился в интернете. |            |                                                                   |                    |                              |                  |             |                     |
| 120 | 24         | «The Wonderful World of Hecks» «Удивительный мир Хэков»           | Ли Шаллат-Чемел    | Тим Хоберт                   | 21 мая 2014      | 4X5524      | 7,85                |
| Совместный отдых в парке аттракционов оказался далёк от идеального. |            |                                                                   |                    |                              |                  |             |                     |